# Городецький розпис

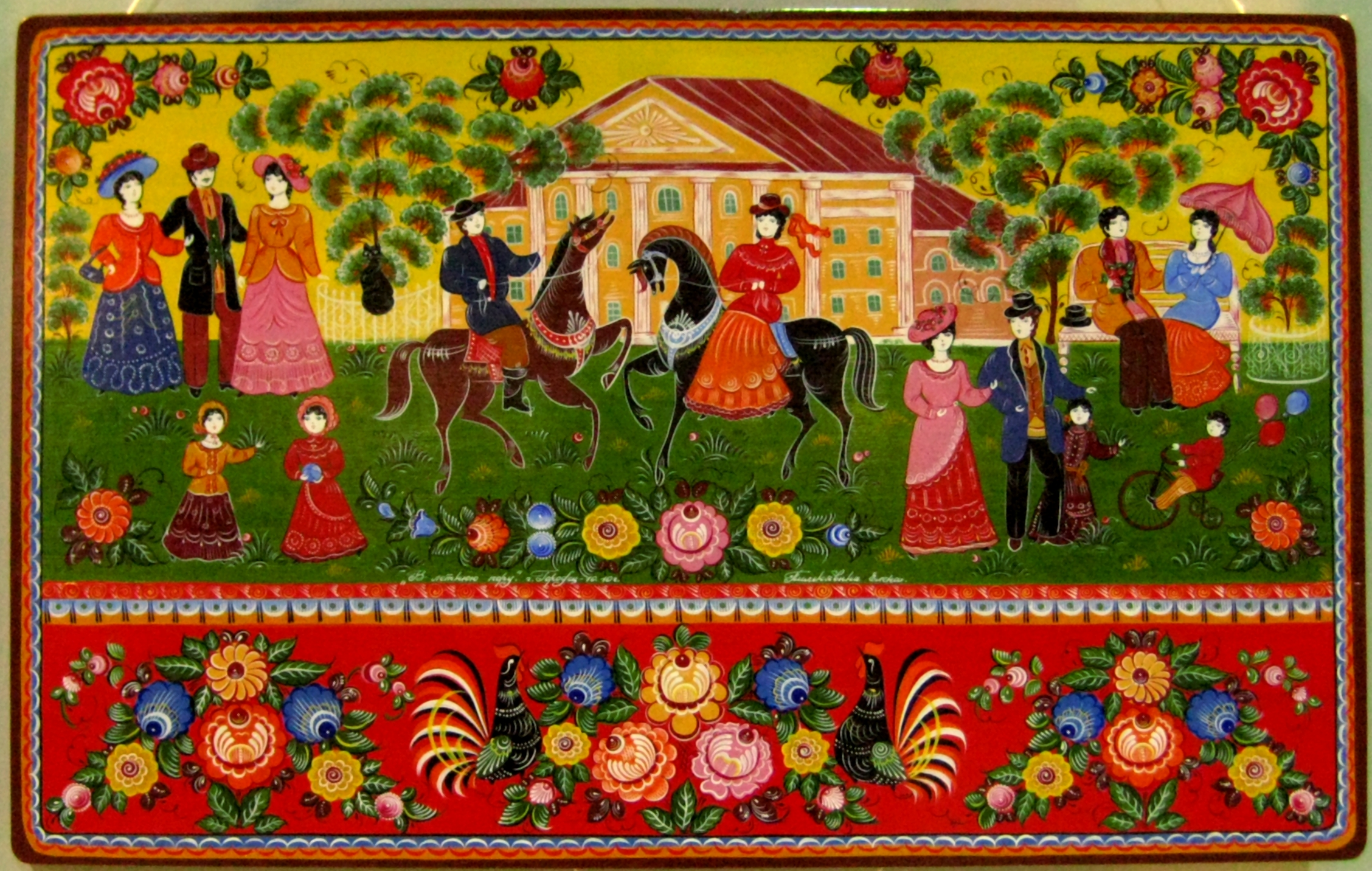

Городецький розпис — російський народний художній промисел. Існує із середини XIX століття (18 століття), в районі міста Городець. Яскравий, лаконічний Городецький розпис (жанрові сцени, фігурки коней, півнів, квіткові візерунки), виконаний вільним мазком з білою та чорною графічною каймою, прикрашав прядки, меблі, віконниці, двері. У 1936 році було засновано артіль (з 1960 року на її основі було створено фабрику «Городецкая роспись»), яка виготовляла сувеніри. Найвідоміші майстри — Д. І. Гаків, А. Є. Коновалов, Г. А. Мазін.

## Історія
Городецький розпис бере свій початок від різьблених городецьких прядок: фігури вирізували з дерева іншої породи і вставляли у відповідну за формою заглибину-сідець. Вставки, зроблені з темного мореного дуба, рельєфно виділяються на світлій поверхні сідця. Таким чином, маючи лише два відтінки дерева і нескладний інструмент, народні умільці перетворювали поверхню дошки у справжню картину.
Пізніше майстри стали застосовувати підфарбовування, яскраве поєднання жовтого кольору з темним дубом, додавання синього, зеленого, червоного кольорів робило дінці ще більш ошатними і барвистими.
Необхідність збільшити виробництво прядильних сідців наштовхнуло майстрів на думку спростити техніку декоративного оформлення. З другої половини XIX століття складна і трудомістка техніка інкрустації стала замінюватися просто різьбленням з підфарбовуванням, а з 1870-х років на Городецьких сідцях переважає живописна манера прикрашення.

## Особливості розпису
В нижньогородських розписах можна розрізнити два типи — Павловський та Городецький розпис, якими прикрашали скрині, дуги, сани, дитячі меблі, сідці для прядок і багато дрібних предметів побуту. Городецький стиль відрізняється, насамперед, змістовністю. У розписах основне враження дають жанрові сцени. Всі ці зображення умовні за характером, дуже вільні і декоративні за формою, а іноді межують з шаржем. Це — побут селянства, купецтва, яскравий парад костюмів. Значне місце займають квіткові мотиви — пишні «троянди», писані широко та декоративно. За висловом А. В. Бакушинського «майстер став справжнім живописцем». Про це ж говорить і В. С. Воронов, який писав, що «нижегородська манера представляє нам найбільш чистий варіант справжнього живописного мистецтва, що подолало рамки графічного полону і заснованого виключно на елементах живопису…» Поряд із реалістичними жанровими мотивами в городецьких розписах живуть й ідеалізовані, декоративні образи птахів та тварин.

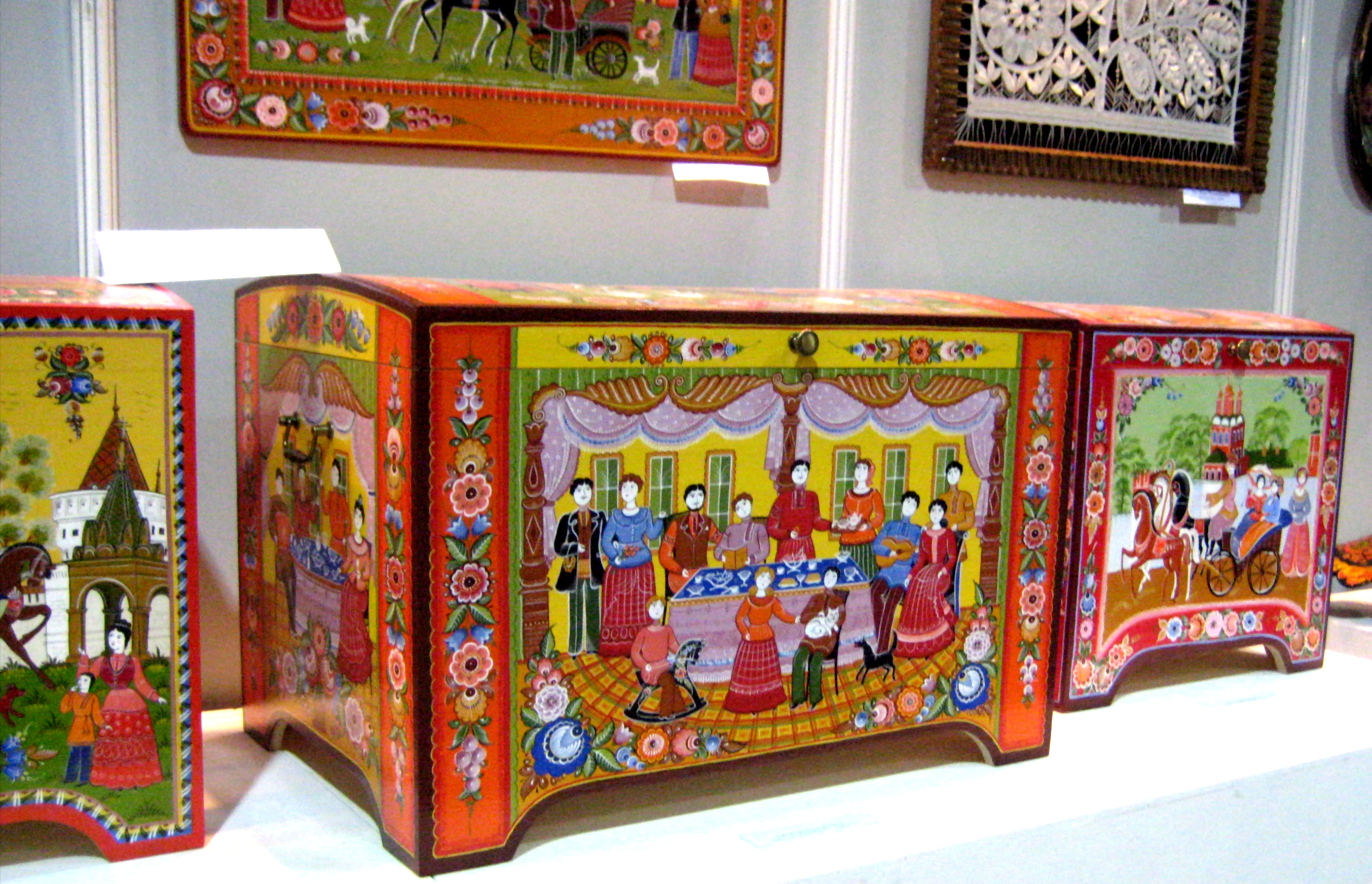

Зустрічаються екзотичні леви та барси. Особливо часто зображення гарячого, сильного коня або півня в гордовитій, войовничій позі. Найчастіше це парні фігури, геральдично звернені одна до одної. Городецький майстер розпису любить квіти та букети. Вони всюди розкидані на полі розписів веселими гірляндами і букетами. Там, де дозволяє сюжет, майстер охоче користується мотивом пишної завіси, підхопленої шнурочком з китицями. Декоративність мотивів підкреслюється декоративністю кольору і прийомів. Улюблені фони — яскраво-зелений або напружений червоний, глибокий синій, іноді чорний, на якому особливо соковито розтікається різнобарв'я Городецького колориту. У характеристиці сюжету розбілені тони дають багаті відтінки колірних переходів. Розпис ведеться пензлем без попереднього малюнка, вільним і соковитим ударом. Він дуже різноманітний — від широкого мазка до найтоншої лінії і віртуозного штриха. Робота майстра швидка і головне економна. Тому вона дуже узагальнена, проста по прийомам, вільна в русі кисті руки. Характерні городоцькі квіткові розписи на освальтах, багатоколірні і виразні роботи майстрів А. Е. Коновалова і Д. І. Крюкова зробив Максим Шеліпов.